# چومآختور
چومآختور (به ترکی آذربایجانی: Çomaxtur) یک شهر در جمهوری آذربایجان است که در شهرستان شرور واقع شده‌است. چومآختور ۳٬۱۱۷ نفر جمعیت دارد.